# Klein Heidelberg

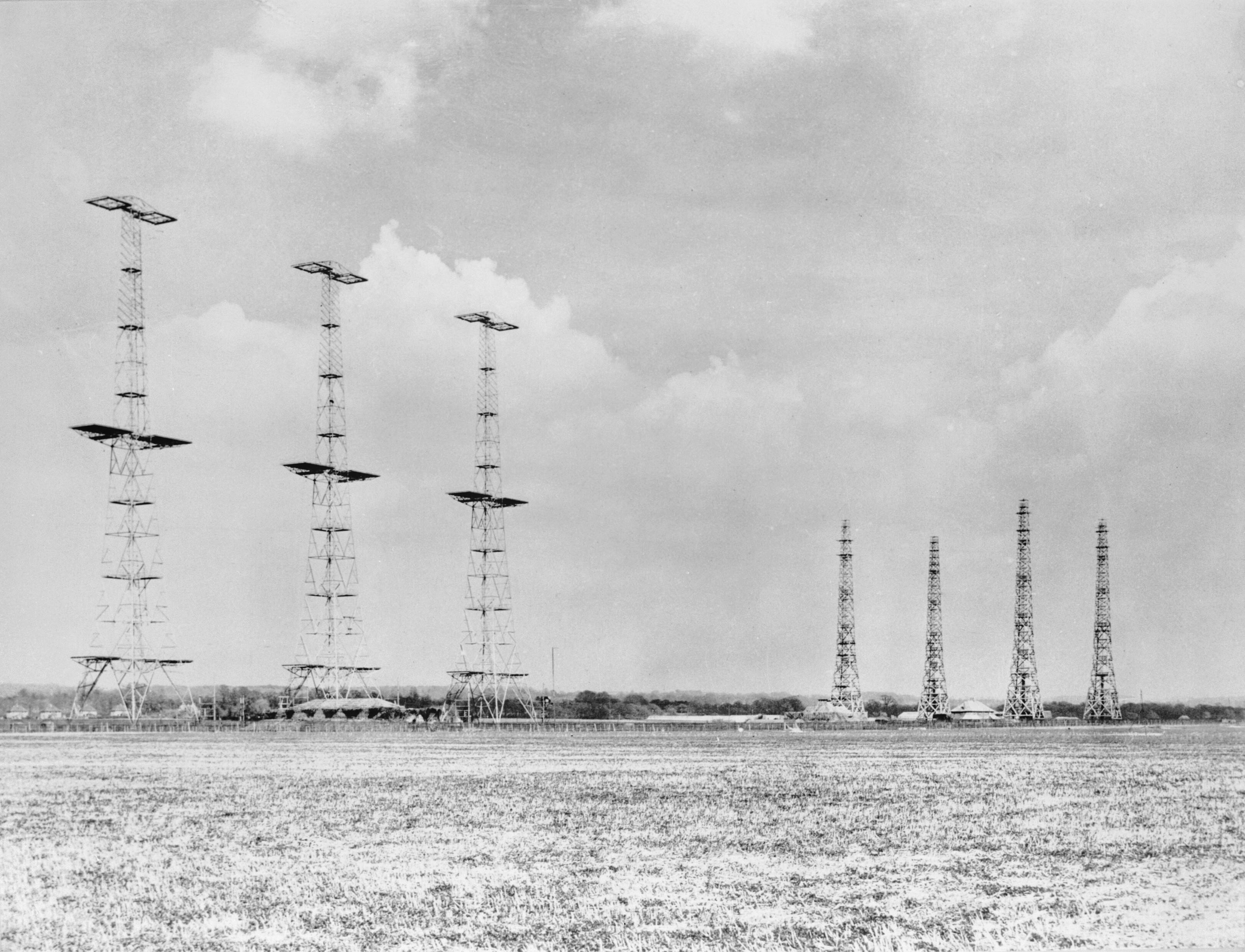
Das passive Radarsystem „Klein Heidelberg“ verwendete die Signale der britischen Radarkette Chain Home. Im Bild F-Basis Poling (West Sussex). Gut zu erkennen sind die drei Sendemasten, welche durch ihre Anordnung eine gewisse Richtwirkung erzielten.

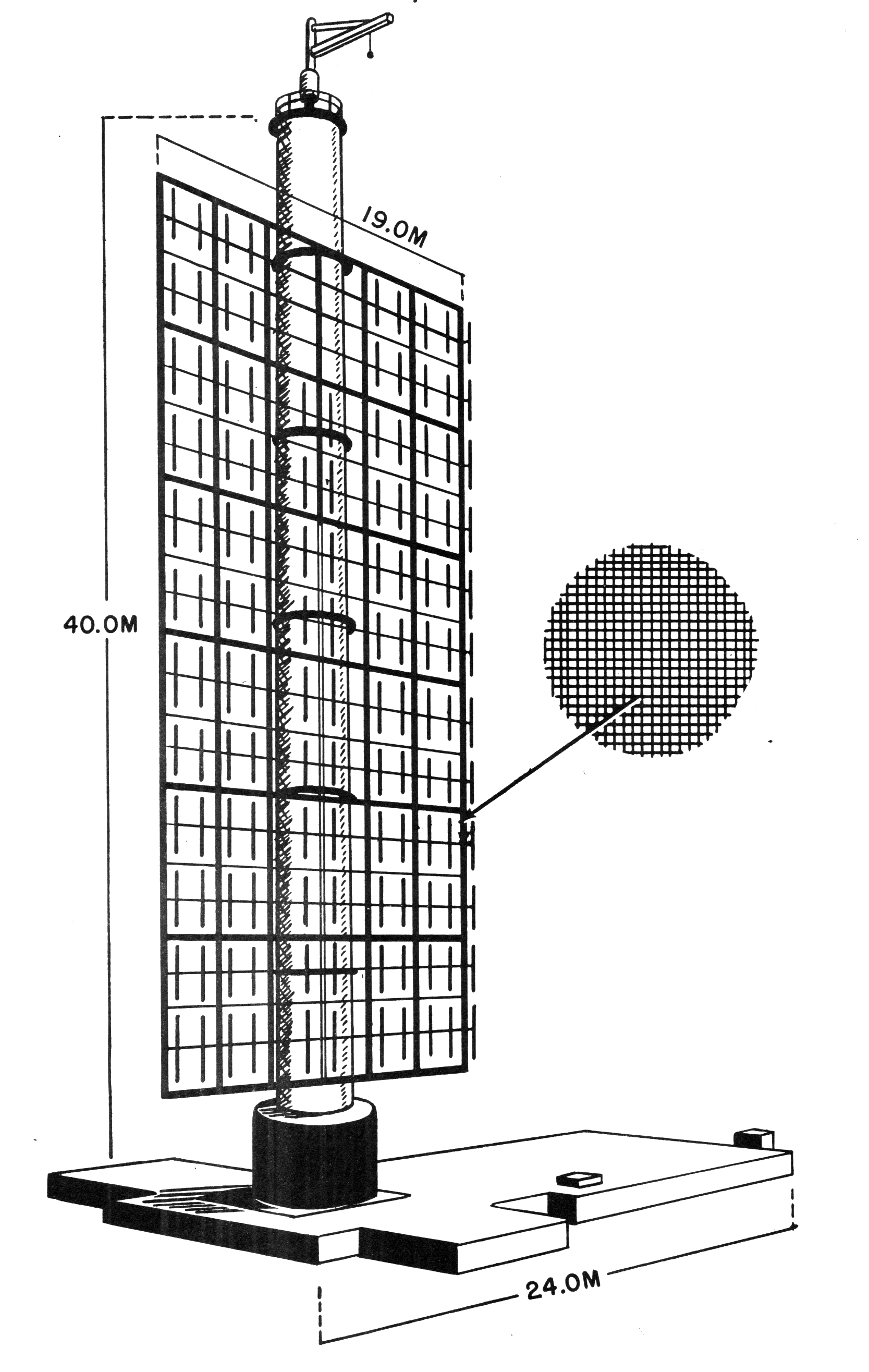
Als Antennenanlage dienten ursprünglich die Antennen der Radaranlage Wassermann in der großen Ausführung. Im Gegensatz zu Wassermann wurden die Antennen aber nur zum Empfangen und nicht Senden verwendet. Das Antennenfeld von Klein Heidelberg war aufgrund der Frequenz breiter als im Bild. Die Antenne wurde um 7 Meter verbreitert

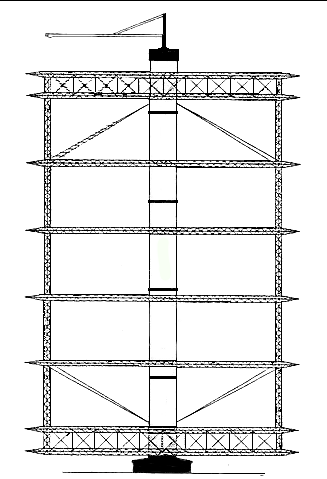
Klein Heidelberg Richtfunkantenne ohne Wassermann Antennen Array und erweitert auf 25 Meter Breite (Stellung: Biber, Skorpion)

Klein Heidelberg (KH) war ein passives Radarsystem, das von der deutschen Wehrmacht während des Zweiten Weltkriegs eingesetzt wurde. Als Sender verwendete es die Signale des britischen Systems Chain Home und eine Serie von sechs Stationen entlang der Westküste Kontinentaleuropas als passive Empfänger. Es wurde entwickelt, weil aktive Radarsysteme zunehmend von den Alliierten gestört wurden. Da Klein Heidelberg keine eigenen Signale aussandte, sondern auf Sendern des Gegners aufbaute, war auch die Gefahr gering, dass diese Anlagen entdeckt und zerstört wurden. Tatsächlich wussten die Alliierten nichts von seiner Existenz und erfuhren erst lange nach der Invasion am D-Day davon.
In der modernen Terminologie war das System ein bistatisches Radar. Das System wird in einigen Quellen als Klein-Heidelberg-Parasit bezeichnet.

## Geschichte
Die großen Antennen von Chain Home (CH) waren von der französischen Küste aus zu sehen, weshalb die Deutschen ihre genauen Position kannten. Durch die Fix-Richtung der Sender in Richtung Kontinent war es einfach, festzustellen, welches Signal von welchem Sender ausgestrahlt wurde. Unterstützt wurde dies durch die Art und Weise, wie die Sender ihre Sendungen in einer Reihe von Zeitschlitzen, den sogenannten „Running Rabbits“, ausbreiteten. Diese erlaubten es, einen Signalimpuls durch Synchronisation auf eine bestimmte Station zurück zu verfolgen. Die Funktionsweise von Chain Home war den Deutschen seit Mitte 1940 bekannt.
Nachdem den Briten spätestens nach der Selbstversenkung des Panzerschiffs Admiral Graf Spee 1939 bekannt war, dass die Deutschen über Radartechnik verfügten (Die Admiral Graf Spee ging nicht ganz unter und die Antennen, welche aus dem Wasser ragten, konnten von den Briten begutachtet werden), wurden Gegenmaßnahmen gegen die deutsche Radartechnik ergriffen, indem starke Störsender an der Kanalküste installiert wurden. (Auf der Admiral Graf Spee war ein Seetakt-Radar installiert, welches ähnliche Eigenschaften wie das Würzburg-Radar hatte). Auch setzten die Briten ab 1943 Düppel ein, um die Radargeräte der Deutschen zu stören. Betroffen waren das Freya-Radar und deren Weiterentwicklungen, wie das Wassermann. Aber auch das Zielerfassungsradar Würzburg war von diesen Störungen betroffen. Spätestens nach der Operation Gomorrha am 24. Juli 1943 war klar, dass man weniger störanfällige Systeme benötigte, um die Bomber der Alliierten effektiv zu bekämpfen.
Ab 1942 baute der Ingenieur Fritz Wächter von Telefunken in Zusammenarbeit mit den Funkingenieuren der Reichspost aus diesen Informationen ein passives Radarsystem mit den Sendern der Chain Home und eigenen Empfängern auf. Der Aufbau ähnelte dem Daventry-Experiment, welches am 26. Februar 1935 im britischen West Northamptonshire durchgeführt worden war. Dabei wurde der leistungsstarke BBC-Sender in Borough Hill bei Daventry verwendet, um den Standort eines Heyford-Bombers mittels einer Empfangsanlage zu ermitteln. Als Frequenz diente das 49-Meter-Kurzwellenband. In beiden Fällen wurden Kurzwellen-Signale eines entfernten Senders verwendet und Flugzeuge geortet. Wenn ein Flugzeug in das Signal einflog, reflektierte es einen Teil davon an den Empfänger und erzeugte einen deutlichen „Zacken“, das heißt eine Auslenkung in der sonst auf einem Kreis liegenden Signallinie auf dem Schirm einer Kathodenstrahlröhre.
Zu diesem Grundkonzept fügte Wächter die Möglichkeit hinzu, den groben Azimut des Ziels zu messen, indem er die gesamte Antenne drehte und nach dem maximalen Signal suchte. Die relativ lange Wellenlänge von CH zwischen etwa 10 und 15 m, entsprechend einem Frequenzbereich zwischen 20 und 30 MHz, erforderte sehr große Empfangsantennen und recht komplexe Antennensysteme, um diese Rotation zu unterstützen. Die Frequenz 30 MHz entspricht einer Wellenlänge von 10 Meter. Eine Dipolantenne musste daher mindestens 5 Meter lang sein. Das Würzburg-Systen arbeitete hingegen auf 560 MHz, das heißt bei einer Wellenlänge von 0,5 Meter. Ein Dipol musste daher nur eine Länge von 25 Zentimeter aufweisen. Ein weiterer Nebeneffekt der langen Wellenlänge war die relativ geringe Richtwirkung.
Mehrere Testsysteme wurden 1942 und 1943 in Cherbourg erprobt. Die erste betriebsbereite KH-Anlage wurde an der Nachtfalter-Station am Mont de Couple zwischen Boulogne-sur-Mer und Calais gebaut, nahe dem der Stadt Dover gegenüberliegenden Ufer des Ärmelkanals, und Ende 1943 in Betrieb genommen. Der Name der Stellung war Bulldogge. Auch die anderen Stationen erhielten Tiernamen. Mit dieser ersten Anlage konnten Flugzeuge bereits über England erfasst und bis nach Deutschland verfolgt werden. Eine zweite Station in Oostvoorne in den Niederlanden (Stellung Biber) folgte im Frühjahr 1944. Vier weitere Stationen wurden 1944 fertiggestellt: Vaudricourt an der Somme (Stellung Skorpion), Oostende (Stellung Bremse), Cap d’Antifer (Stellung Auerhahn) und Cherbourg (Stellung Tausendfüßler). Diese wurden auf Radarantennen des deutschen Systems Wassermann aufgebaut und nutzten teilweise die diesem eigenen Signale zur Höhenbestimmung. Für bestmöglichen Empfang musste das Antennenarray aufgrund der niedrigeren Frequenz von Chain Home erweitert werden. Die Dipolantennen von Klein Heidelberg befanden sich vor den Dipolen des Wassermann-Radarsystems. Die Breite des Antennenfeldes musste dadurch erweitert werden.
An mindestens zwei Standorten (Biber, Skorpion) wurde nicht eine bestehende Wassermann-Anlage erweitert, sondern ein eigenes Konzept verfolgt. Der Mast und der Bunker stammten vom System Wassermann, die Antennenanlage war aber grundlegend verschieden. Auch hier wurden Drahtgeflechte als Reflektor verwendet. Es wurden horizontale Dipolantennen eingesetzt.
Wie die Wassermann-Radaranlagen wurden die Technik und das Personal der Klein-Heidelberg-Anlagen in einem Regelbau-Bunker Typ L480 untergebracht. Die Antennenanlage war in das Bunkersystem integriert. Der Name Klein Heidelberg stammt von dem Versuchsprogramm Heidelberg aus dem Jahre 1942, in dem Radaranlagen auf Kurzwellenfunkbasis ähnlich Chain Home entwickelt werden sollten.

## Systembeschreibung

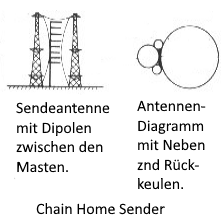
Eigenschaft eines Chain Home Senders

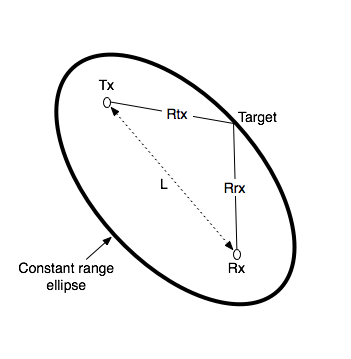
Rx = Empfänger (Klein Heidelberg), Tx = Sender (Chain Home), Target = Flugzeug, L = Direkte Entfernung zwischen Sender und Empfänger, Rtx = Entfernung zwischen Sender und Flugzeug, Rrx = Entfernung zwischen Empfänger und Flugzeug. Entfernung: Rrx + Rtx - L. Da der Empfänger eine Antenne mit starker Richtwirkung einsetzt ist der Winkel zum Flugzeug bekannt. Entfernung wurde in Millisekunden an der J Scope Röhre angezeigt (Siehe Lichtgeschwindigkeit)

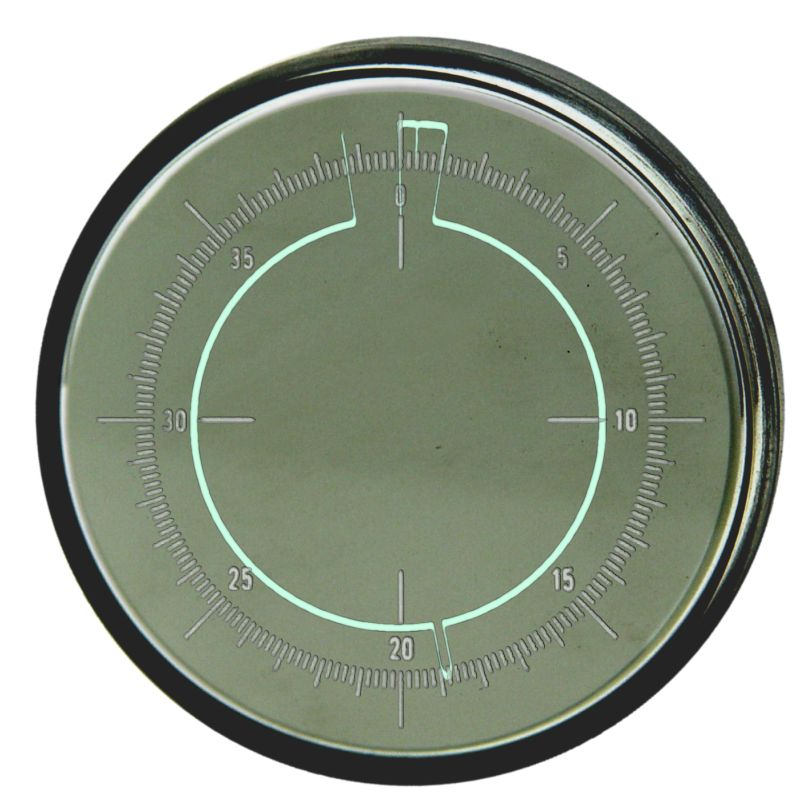
Das Klein Heidelberg verwendete zwei J-Scopes der Firma Telefunken, wie sie normalerweise im Radarsystem Würzburg eingesetzt wurden. Abbild mit Signalzacken (Flugzeug) auf 190. Der breite Zacken bei Position 0 war das Direktsignal von Chain Home. Die Winkelposition auf dem Schirm (hier 190) ist ein Maß für die Entfernung des Ziels. Da das Gerät ursprünglich für das Feuerleitradar produziert worden ist, war die Skala zwischen 0 und 40 Kilometer beschriftet.

Klein Heidelberg machte sich den Umstand zu Nutze, dass es sich bei Chain Home im Prinzip um omnidirektionale Funkfeuer handelte. CH-Funkfeuer sendeten ihre Signale in alle Richtungen aus. Sie hatten zwar eine Richtwirkung, aber diese war nicht so stark wie bei anderen Radarsystemen. Die Signale konnten also in jeder Richtung im Umkreis von mehr als 300 Kilometern empfangen werden. Die Richtwirkung wurde durch die Anordnung der drei Masten jeder CH-Station und durch den Einsatz horizontaler Dipolantennen erreicht. Die Antennen konnten im Gegensatz zu denen der deutschen Radaranlagen nicht gedreht werden. Eine weitere Eigenschaft von CH war, dass CH-Stationen nicht ständig auf Sendung waren. Vielmehr schickten sie in regelmäßigen Abständen kurze Signale aus. Die Intervalle der Aussendungen waren den Deutschen seit 1940 bekannt. CH-Stationen verwendeten sehr starke Sender (bis 750 Kilowatt), so dass der Empfang kein Problem darstellte. Ein Problem für die Deutschen bestand darin, dass mehrere CH-Stationen sich eine Frequenz teilten. Zwei Stationen sendeten aber nie gleichzeitig.
Das Klein-Heidelberg-System verwendete zwei Antennen, eine sehr große auf einer rotierenden Plattform, die für den Empfang des vom Flugzeug reflektierten Signals verwendet wurde, und eine viel kleinere, die etwa 60 Meter entfernt aufgestellt war und das direkte Signal der CH-Station empfing. Die große, rotierende Antenne konnte nur Signale aus einer bestimmten Richtung empfangen – es handelte sich also um eine Richtfunkantenne –, während die kleinere Antenne aus allen Richtungen Signale empfangen konnte. Die Signale beider Antennen wurden auf zwei Radarschirmen ausgegeben, die wie in Deutschland üblich als J-Scope ausgeführt waren. Als Schirme wurden Kathodenstrahlröhren-Geräte von Telefunken verwendet, die normalerweise im Radarsystem Würzburg Verwendung fanden. Auch die Empfänger kamen von der Firma Telefunken. Zusätzlich hatte Klein Heidelberg eine weitere Anzeige, welche die Winkelstellung der drehbaren, großen Antenne anzeigte. Der Operator wusste also, aus welcher Richtung die Reflexion des Flugzeuges kam, nämlich aufgrund der Stellung der Richtfunkantenne. Durch das linke J-Scope wusste er auch, was die CH-Funkfeuer aussendeten. Durch das rechte J-scope konnte er die Entfernung des Flugzeuges von seinem Standort ablesen. Zur Lösung des Problems, dass sich mehrere CH-Stationen eine Frequenz teilten, machten sich die Deutschen zunutze, dass CH-Stationen Signale in Zeitschlitzen nacheinander aussendeten. Die Sender wurden Mithilfe des Stromnetzes synchronisiert und es wurden Pulse mit einer Frequenz von lediglich 25 Hertz ausgesendet. (Deutsche Systeme arbeiteten mit 500 Hertz.) Mithilfe eines Timers konnten die Deutschen bewirken, dass nur die Signale einer bestimmten, mithilfe des Timers eingestellten CH-Station ausgewertet wurden.
Das bedeutet, dass die Entfernungen als Winkelposition auf der Anzeige des Radarschirms gemessen wurden und nicht als linearer Abstand. Die Winkelpositionen der Zacken in mils (0 bis 400) wurden mit Hilfe einer Skala um die Außenseite des Radarschirms gemessen.
Der Operator wählte zunächst eine einzelne CH-Station aus, indem er den Timer so einstellte, dass er nur die Signale von dieser Station empfing. Nachdem die Station ausgewählt worden war, wurde das Signal auf dem linken Schirm untersucht, auf dem das gesamte Zeitfenster von 40 Millisekunden Länge angezeigt wurde, das dieser CH-Station zugeordnet war (25 Impulse pro Sekunde ergeben 40 Millisekunden). Mit Hilfe eines Handrads stellte der Bediener eine Verzögerungsschaltung so ein, dass sich das Hauptsignal („Senderzacken“) des direkt vom CH-Sender empfangenen Signals auf der 12-Uhr-Position befand. Danach wurde der rechte Radarschirm, der nur ein Zwanzigstel des Zeitfensters, also 2 ms, anzeigte, für feinere Messungen verwendet. Die Dauer von 2 ms entsprach einem Entfernungs-Messbereich von 300 km. Aber durch die Wahl der Verzögerung des Sweeps auf dem rechten Schirm konnte der Betreiber die Reichweite des Systems vergrößern und so die Verfolgung sogar fortsetzen, während das Flugzeug über Deutschland flog. Das ändern eines Senders nahm bis zu 5 Minuten in Anspruch. Während des Wechsels war das Gerät nicht einsetzbar.
Die Messung der Winkelposition auf dem rechten Schirm, an der das vom Flugzeug reflektierte Signal angezeigt wurde, ergab den Unterschied zwischen der Ankunftszeit des vom zu ortenden Flugzeug reflektierten Signals und der Ankunftszeit des Direktsignals als verstrichene Zeit. Jeder so gemessene Zeitunterschied entspricht einer unendlichen Anzahl von Positionen des zu ortenden Ziels, die eine Ellipse mit der CH-Station an einem Brennpunkt und dem KH-Empfänger am anderen bilden. Jeder Winkelbereich von zehn Skalenteilen auf der Kreisskala, z. B. 100 bis 110, wurde einer vorberechneten Ellipse, in diesem Fall Ellipse 10, zugeordnet. Die Operatoren konnten dann die Lage dieser Ellipse auf einer Reihe von bereitgestellten Diagrammen nachschlagen.
Um den Winkel zum Ziel zu messen, wurde die größere Antenne um ihre vertikale Achse gedreht, bis der ausgewählte Zielblick maximiert wurde oder an zwei Winkelpositionen verschwunden war. Der Winkel konnte dann an einer mechanisch mit der Antennenrotation verbundenen Skala abgelesen werden. Die Diagramme zeigten die Ellipse und die Position der KH-Station; eine Linie wurde von der Position der Station im gemessenen Winkel nach außen gezogen, wo sie schließlich die Ellipse schnitt und gestattete, das Flugzeug zu lokalisieren.

## Effektivität und Nutzung
Die Schätzungen variieren hinsichtlich der Effektivität des Systems. Prichard zitiert eine Reichweitengenauigkeit von 1 bis 2 km mit einer Peilgenauigkeit von 1 Grad bei 400 km Reichweite, während Price 6 Meilen (9,7 km) bei 280 Meilen (450 km) vorschlägt. Aufgrund der fehlenden Umschaltung der Drehkolben war die Winkelgenauigkeit eher in der Größenordnung von 10 Grad (±5°).
Die Effektivität eines Kurzwellensystems wird durch die Sonnenaktivität beeinträchtigt. In den Jahren 1943 und 1944 herrschte ein Sonnenfleckenminimum, weshalb Reflexionen der Funkwellen in der Atmosphäre eine untergeordnete Rolle spielten. Störungen durch Reflexion an Schichten der Ionosphäre spielten daher im Frequenzbereich zwischen 20 und 30 Megahertz keine Rolle. Im Sommer waren jedoch Störungen durch Sporadic-E möglich. Inwiefern die Nutzung bei Sonnenaktivitätsmaximum zufriedenstellend möglich war, konnte nicht festgestellt werden.
Ob Klein Heidelberg einen praktischen Nutzen für die deutsche Verteidigung hatte, ist umstritten. Die meisten Stationen waren nicht lange genug in Betrieb. Cherbourg (Station Bulldogge) wurde bereits am 27. Juni 1944 von den Alliierten eingenommen. Zwei weitere Stationen gingen im September 1944 verloren. Sie operierten also nur wenige Monate. Nur Biber in den Niederlanden arbeitete bis zum Kriegsende. Da Klein Heidelberg passiv arbeitete, war es für die Alliierten schwierig herauszufinden, ob die Anlagen wirklich in Nutzung und von Nutzen waren. Nur anhand von Meldungen über Funk an höhergelegene Dienststellungen konnte ermittelt werden, inwiefern die Anlagen tatsächlich im Einsatz waren und ihre Daten von den Deutschen genutzt wurden. Es gibt Belege, dass Meldungen an die Kammhuber-Linie erstattet worden sind und die Stationen auch Feedback von diesen erhielten. Nach diesen Informationen kann man annehmen, dass Klein Heidelberg im Einsatz war. Auch wurden die Signale von Chain Home geändert, um die Nutzung von Klein Heidelberg zu erschweren. Hinzu kamen Überlegungen, Chain Home abzuschalten. Doch dies war unmöglich, wurde das System doch zur Erkennung von einfliegenden Raketen (V2) benötigt. Belegt ist, dass die Alliierten spätestens seit dem 24. November 1944 von Klein Heidelberg wussten, da ein Report über das Thema existiert. Am 27. Dezember 1944 gab es eine Besprechung zu diesem Report in Whitehall. Inwieweit Klein Heidelberg in die Kammhuber-Linie integriert war, ist nicht erwiesen.